# Impôt papier
L'impôt papier, aussi appelé charge administrative, représente les coûts induits par l’obligation pour les entreprises de fournir des informations sur leurs activités ou leur production à des pouvoirs publics ou à des parties privées. Cela comprend l'ensemble des formalités administratives que doit accomplir une entreprise pour le compte de l'État. Ces formalités sont assimilées à un impôt[réf. nécessaire] dans la mesure où elles sont obligatoires et allègent la charge de travail de l'appareil administratif public en alourdissant celle des entreprises.
En France, l'impôt papier représenterait une charge annuelle de 60 milliards d'euros pour les entreprises. En Europe, les études évaluent le coût de celui-ci à environ 3 % du PIB.
Le coût de la charge administrative est très variable selon les pays. Une étude menée aux Pays-Bas a conclu à un coût global pour la collectivité de près de 3,6 % du PIB, alors, qu'il est estimé à 2,2 % au Danemark.

## Mesure
Au niveau européen, il existe une méthode de mesure de la charge administrative, dite « SCM » (International Standard Cost Model), mise en œuvre par de nombreux pays dont la France, les Pays-Bas, le Royaume-Uni, la Norvège, la Suède, le Danemark, la Belgique, la Pologne, la Hongrie, la République tchèque, l’Italie et l’Estonie.
L'OCDE a adopté un autre instrument de mesure dans le cadre du programme « Red Tape Scoreboard » qui vise à mesurer l'impôt papier dans le domaine du transport.

## Réduction de l'impôt papier

### Au Danemark
Le Danemark a mené en 2006 une étude de la charge administrative issue de 15 ministères. L'étude a dénombré 5 300 obligations d'information.
En 2002, le gouvernement danois avait affiché un objectif de réduction de 25 % la charge sur les entreprises d’ici 2010.

### En France
En 2007, dans le cadre de la révision générale des politiques publiques, le ministre du Budget a lancé un chantier de réduction des charges administratives.
La première phase de ce plan prévoit de recenser et de mesurer le coût des procédures administratives, afin d'isoler les plus coûteuses que ce soit pour la collectivité ou pour les entreprises. On estime à environ un millier le nombre de procédures administratives en France. Au terme de cette première phase, le gouvernement lancerait un plan d'allègement des charges administratives étalé sur trois ans visant à réduire de 20 % le coût des procédures les plus coûteuses par le biais de simplifications règlementaires.

### Aux Pays-Bas
Selon les études menées par les Pays-Bas avec la méthode SCM, 75 % de la charge administrative était concentrée dans trois ministères (Économie, Affaires sociales et Justice). De plus, 10 lois représentaient 50 % de la charge administrative.
Le gouvernement a annoncé une réduction de 25 % de la charge sur les entreprises d’ici la fin de l’année 2007. Cet objectif serait déjà largement atteint.

## Exemple d'impôt papier

### En France

#### La demande d’autorisation de transport exceptionnel (DATE)
En France, la demande d’autorisation de transport exceptionnel (DATE) représente un coût pour les entreprises et l'administration qui a été estimé à 33 280 000 euros en 2006. Ce coût s'explique entre autres par la multiplication des dossiers auprès de plusieurs autorités administratives, frais de gestion et les délais d’attente[réf. nécessaire].
Cette obligation administrative a été réformée en 2007. Selon le ministère du Budget, cette réforme a permis de diminuer le coût de 18 % pour l'administration et 31 % pour les entreprises, permettant ainsi d'économiser près de 9 millions d'euros.